# Mariska Hargitay
Mariska Magdolna Hargitay, född 23 januari 1964 i Santa Monica, Kalifornien, USA, är en amerikansk skådespelare.
Hargitay är dotter till skådespelaren Jayne Mansfield och uppfostrades av sin styvfar Mickey Hargitay. Vid 25 års ålder fick hon reda på vem hennes riktiga far var. Hon befann sig i bilen då hennes mor omkom 1967; hon fick ett ärr i pannan men har inga som helst minnen av själva olyckan. Hennes riktiga namn är Maria.  
Hargitay är känd för sin roll som detektiven "Olivia Benson" i TV-serien Law & Order: Special Victims Unit. Hon har för denna roll tilldelats en Golden Globe (2005) och en Emmy (2006).